# Diplodon fontaineanus
Diplodon fontaineanus је шкољка из реда Unionoida и фамилије Hyriidae.

## Угроженост
Ова врста се сматра угроженом.

## Распрострањење
Ареал врсте је ограничен на једну државу. 
Бразил је једино познато природно станиште врсте.

## Станиште
Станиште врсте су слатководна подручја.